# ボコスカウォーズ
『ボコスカウォーズ』は、1984年（昭和59年）にアスキーから発売されたX1用戦略シミュレーションゲーム。開発はラショウこと住井浩司が担当した。
ゲーム内容は、主人公「スレン王国」の国王を操作し、隣国バサム帝国にあるアドロス城にいる暴君オゴレスを倒す事を目的としている。
本作は、第1回アスキーソフトウェアコンテストに於いてグランプリを受賞した5作品のうちの1本で、審査発表の翌月となる1984年（昭和59年）3月末よりパッケージ販売された。同年MSX、PC-8801、翌1985年（昭和60年）にはS1、PC-6001mkII、PC-9801、FM-7、ファミリーコンピュータ用に移植・発売されている。
2003年（平成15年）にはエンターブレインからプロジェクトEGGにてダウンロード形式でPC-8801版が販売されており、2004年（平成16年）にはiモード用に移植された。2008年（平成20年）4月8日にファミコン版がWiiのバーチャルコンソールで配信されている。
2016年（平成28年）11月10日にピグミースタジオよりPlayStation 4、Xbox Oneにて、33年ぶりの続編となる『ボコスカウォーズII』が配信された。

## 概要
発売当時のジャンルはロールプレイングゲーム、あるいはアクションロールプレイングゲームとされていたが、現代の価値観に照らせば戦略性・パズル性が強く、シミュレーションゲームに近く、シミュレーションRPGの先駆けとも言われる。また自分が動かないかぎり敵からは戦闘を仕掛けてくることはないというターン制に近いシステムになっており、実質的にはアクション性はない。
なお独特のゲーム音楽にはプログラマー自身による歌詞「すすめボコスカ」が付けられている。歌詞は取扱説明書に書かれている。
ログイン1984年（昭和59年）11月号では、続編にあたるX1用『ニュー・ボコスカウォーズ』（『ログインNEWバージョン』とも）がプログラムリストと共に発表された。これは敵キャラクターを一新、アイテムやトラップを新設したバージョンで、前作より難易度の高いバランスとなっている。この作品はテープログイン1984年（昭和59年）11月号にも収録されたが、これ以外の形でのパッケージ販売はされていない。

## ゲーム内容
プレイヤーはスレン王国軍を操作し、敵国バサム帝国のアドロス城に進軍し、敵指導者を倒すのが目的である。ただし、一部機種では「滅亡に瀕したスレン王国の生き残りである王子が、暴君オゴレスへの最後の反撃に出る」という設定になっている。
横スクロールのフィールド上を左に進軍しながら、途中牢屋に囚われている仲間を集めつつ敵兵を倒し、マップ終端にいる最終ボスを倒すと1面クリアとなる。以降、より難易度の高いステージを同様に繰り返し、5面クリアするとゲームクリアである。
移動する場合、切り替えボタンで移動させるユニットを切り替えながら進軍するが、選択肢が「全員」「スレン王のみ」「騎士・重騎士全員」「兵卒・重兵卒全員」の4つしか用意されていない。それぞれの選択したユニットが同時に移動するため、意図しないキャラクターが木や岩に引っかかっていることがままある。また、移動は画面外のキャラクターにも作用する。
敵兵と味方兵が接触すると戦闘になるが、当時のコンピュータゲームとしては珍しくステイタスの数値が王様のパワー（ヒットポイント）以外は一切表示されておらず、内部的なパワー数値とランダム要素によって勝敗が決定される。敗北したキャラクターは消滅、この際自軍の兵が勝利するとそのキャラクターに10ポイントのパワーがプラスされる。このため、たとえ強大な力を持つ主人公ユニットであっても、ザコ敵との戦いによって一定の確率で死亡し、突然ゲームオーバーを迎える場合もある。
また、いくつかのキャラクター同士には相性が設定されており、楽に勝てる組み合わせ・負けやすい組み合わせが存在する。また敵の背後（画面左側）から攻撃すれば勝率が高くなるというように楽に戦いを進める方法もあるが、自軍は最小でも職業単位でまとめてしか動かせないため、やむを得ず敵に接触することや地形に引っ掛かり身動きがとれなくなる場合も多い。背後からの攻撃は騎士らしからぬ振る舞いなので、実行には相応のペナルティがあるということを意味している。

## 登場キャラクター

### 味方
スレン王
主人公格で自軍に1体しか存在せず、敗北すると即ゲームオーバーである。初期パワーは220であり、大木や領地の境界線を消去する能力を持つ。ファミコン版ではマップ上の木やサボテン等に変身させられている味方兵士を救出できる。なお、最大戦闘力は全キャラクター中最も高い320。ここまで育てると、敵兵卒には絶対に負けなくなる。
兵卒
初期戦闘力30と最弱の兵士だが、初期メンバーは最も多く、地形の中から救出して補充することもできる。2周目より登場する「呪いの落とし穴」を消去する能力を持ち、3勝した兵卒は重兵卒（戦闘力140）に変身する。オゴレス王の親衛隊の戦闘力を10にまで落とすことができる。
重兵卒
変身前の兵卒より+80のパワーを持つ。親衛隊に強い。最大戦闘力は310。
騎士
初期戦闘力150と兵卒よりはるかに高いパワーを持つが、初期メンバー数は少なく、マップ上での補充もできない。牢屋の鉄格子を消去する能力を持ち、3勝した騎士は重騎士（戦闘力260）に変身する。
重騎士
変身前の騎士より+80のパワーを持つ。魔導師に強い。最大戦闘力は310。

### 敵
オゴレス王
最終ボス。戦闘力100。最強レベルのパワーを持つうえ、スレン王でなければまず倒せない。
兵卒
戦闘力10。最弱の存在だが、まれに高いパワーを持つ兵卒も混在している。
騎士
戦闘力50。パワーでは兵卒に勝る序盤の強敵。だが重騎士・重兵卒クラスの相手ではない。
獄吏
戦闘力30:: 40。味方軍の兵卒を捕らえた牢屋付近に出現する。俊敏でパワーもあり、兵卒では苦戦必至。
魔導師
戦闘力30。王様の背後に幻戦士を発生させる能力を持つ。重騎士に弱い。
幻戦士
戦闘力50。魔導師が生み出す幻だが、多大なパワーを持つうえに何度でも復活する特性を持つ。魔導師が敗北すると一緒に消失する。
重騎士
戦闘力100。王様を集中して攻撃する。パワーは強力だが、動きが鈍いという欠点がある。
親衛隊
戦闘力250。オゴレス王の周囲にいる最強の敵。しかし兵卒には弱く、重兵卒には致命的に弱い（兵卒には戦闘力10になる）。親衛隊の堅固な魔法鎧の隙間を突けるのは身軽な兵卒のみ、というイメージ。
※戦闘力は1周目のもの。1周クリアするごとに敵の戦闘力は10底上げされる。5周目以降は変化なし。
※「呪いの落とし穴」は5周目まで増え続ける。5周目以降は変化なし。

## 移植版
| No. | タイトル         | 発売日         | 対応機種                            | 開発元       | 発売元           | メディア                                                                          | 型式                         | 備考                           | 出典                 |
| --- | ---------------- | -------------- | ----------------------------------- | ------------ | ---------------- | --------------------------------------------------------------------------------- | ---------------------------- | ------------------------------ | -------------------- |
| 1   | ボコスカウォーズ | 1984年6月      | PC-8801                             | ラショウ     | アスキー         | フロッピーディスク                                                                | -                            |                                |                      |
| 2   | ボコスカウォーズ | 1984           | MSX                                 | ラショウ     | アスキー         | ロムカセット                                                                      | 20116                        |                                |                      |
| 3   | ボコスカウォーズ | 1985年         | FM-7 PC-6001mkII PC-8801 PC-9801 S1 | ラショウ     | アスキー         | PC-6001mkII, PC-8801:カセットテープ FM-7, S1:カセットテープ及びフロッピーディスク | PC-8801:2014305 FM-7:2014307 |                                |                      |
| 4   | ボコスカウォーズ | 1985年12月14日 | ファミリーコンピュータ              | ラショウ     | アスキー         | 320キロビットロムカセット                                                         | HSP-04                       |                                | [ 5 ]                |
| 5   | ボコスカウォーズ | 2003年12月15日 | Windows                             | ラショウ     | エンターブレイン | ダウンロード （プロジェクトEGG）                                                  | -                            |                                | [ 10 ]               |
| 6   | ボコスカウォーズ | 2004年5月17日  | 504i以上 （iアプリ）                | ジー・モード | ジー・モード     | ダウンロード （Get!!プチアプリ）                                                  | -                            |                                | [ 11 ]               |
| 7   | ボコスカウォーズ | 2008年4月8日   | Wii                                 | ラショウ     | エンターブレイン | ダウンロード （バーチャルコンソール）                                             | -                            | ファミリーコンピュータ版の移植 | [ 12 ]               |
| 8   | ボコスカウォーズ | 2015年7月21日  | Windows                             | ラショウ     | エンターブレイン | ダウンロード （プロジェクトEGG）                                                  | -                            | PC-8801版の移植                | [ 13 ] [ 14 ] [ 15 ] |

ファミリーコンピュータ版
初期ユニットはスレン王1人であり、魔法で岩や木に変えられた仲間を1人ずつ救出していかねばならない。これはゲーム機の処理機能の制限に合わせるための措置である。ただし、牢屋に捕らわれた兵卒はパソコン版のまま。
これに関連し「少数精鋭・雑魚を倒し成長」的な発想でゲームを進めた結果、戦闘結果がランダムであるためうまくいかず、パズル的な攻略法に気付く前に「運だけのゲーム」と誤解してしまうプレイヤーも少なくなかった。
パソコン版では敵キャラの多くが画面右に向かって進軍してくる傾向があるが、ファミコン版ではその動きが控えめである。特に、敵城から重騎士の大半を誘い出す場合、パソコン版では親衛隊の大半も外に出てしまうが、ファミコン版の親衛隊は城内に残る。
主に背景書き換え量の制約でゲーム進行、入力に対する反応は遅めで、移動が完了するまで方向キーを押していないと処理順の遅い味方がその場に残ってしまうこともある。逆用すれば、1列に並んだ味方を2列に並べ直すようなこともできる。
反面、音楽や効果音には凝っており、取扱説明書にはBGMの楽譜と歌詞（「すすめ すすめ ものども……」で始まるもの）が掲載されていた。この曲はチップチューンのカバーアルバム『ファミソン8BIT STAGE2』（2007年）で桃井はるこが声を当てて歌っている。

## スタッフ
FM-7, PC-8801版
- デザイン&オリジナルプログラム：住井浩司
- プログラム：井戸川理一、高橋義信
- カバーイラスト：伊東宜哉

## 評価
| 項目 | キャラクタ | 音楽 | 操作性 | 熱中度 | お買得度 | オリジナリティ | 総合  |
| 得点 | 2.41       | 2.28 | 1.94   | 2.30   | 1.94     | 2.99           | 13.86 |

ファミリーコンピュータ版
ゲーム誌『ファミリーコンピュータMagazine』の読者投票による「ゲーム通信簿」での評価は別記の通り13.86点（満30点）となっている。
ゲーム情報サイト『ITmedia + D Games』においてゲイムマンは、本作がシミュレーションゲームでありながら運によって勝敗が決するシステムである事から「プレイヤーの腕は関係なく、すべて運任せで決まってしまうクソゲー」と評価される事が多いと指摘、さらにキーレスポンスが悪さなど操作性の問題点を指摘しているが、「その反面、集団での戦闘風景が、リアルに表現できているんじゃないかと思う」と述べた他、「団体行動におけるもどかしさが再現されているシステムだといえよう」と現実世界の再現性に関して肯定的に評価している。
ライターの佐々木 潤は中古PC・レトロゲーム専門サイト「Akiba PC Hotline!」によせたレビューの中で、パワーが大きい方が必ずしも勝てるわけではない点がユニークだと評している。また、佐々木は操作しない限りはゲーム内時間が進まないシステムについても言及し、じっくり作戦を練ることができることから、前述のことと合わせて「シミュレーションRPGの元祖」ではないかともみている。佐々木は気軽に遊べる難易度やゲームの長さ、軽快なBGM、当時としては斬新なルールなどから、賞を取ったのもうなずけると締めくくっている。

## ニューボコスカウォーズ

### ストーリー
オゴレス亡き後、廃墟と化したアドロス城にすみついた悪霊を倒すため、再びスレン王国軍がバサム帝国跡に向かう。

### 登場キャラクター
味方
KING（王様）
『ボコスカウォーズ』における王様と同一。
PAWN（兵卒）
『ボコスカウォーズ』における兵卒と同一。マップ上のTREASURE（宝）に触れてもGREAT PAWNに変身できる。
GREAT PAWN（重兵卒）
『ボコスカウォーズ』における重兵卒と同一。
KNIGHT（騎士）
『ボコスカウォーズ』における騎士と同一。マップ上のTREASURE（宝）に触れてもGREAT KNIGHTに変身できる。「BOTTOMLESS POND（魔法の底なし沼）」を消去する能力も持つ。
GREAT KNIGHT（重騎士）
『ボコスカウォーズ』における重騎士と同一。騎士と違い、「BOTTOMLESS POND（魔法の底なし沼）」は消去できない。
敵
DRAGONET（ドラゴニット）
『ボコスカウォーズ』のオゴレス王にあたる存在。小龍の姿をしている。
RETAINER（リテイナー）
『ボコスカウォーズ』の兵卒にあたる存在。
ARMOR-CLAD（アーマークラッド）
『ボコスカウォーズ』の騎士にあたる存在。
EVELEYE（イビルアイ）
『ボコスカウォーズ』の獄吏にあたる存在。
CONJURER（コンジャラー）
『ボコスカウォーズ』の魔導師にあたる存在。
PHANTOM（ファントム）
『ボコスカウォーズ』の幻戦士にあたる存在。
HEAVY ARMOR-CLAD（ヘビーアーマークラッド）
『ボコスカウォーズ』の重騎士にあたる存在。
ENTOURAGE（エントラージュ）
『ボコスカウォーズ』の親衛隊にあたる存在。
その他
KILLER RIVER（死の川）
『ニュー・ボコスカウォーズ』オリジナルのトラップ。マップ上に存在し、上に乗ると無条件で死亡する。
WARP HOLE（歪みの穴）
『ニュー・ボコスカウォーズ』オリジナルのトラップ。マップ上に存在し、KING以外が上に乗ると±40ユニットの範囲でランダムにワープするか、WARP HOLEが消失する。どちらの結果になるかはランダム。

## ボコスカウォーズII
『ボコスカウォーズII』は、ピグミースタジオから発売されたPlayStation 4、Xbox One、Nintendo Switch用シミュレーションRPG。
従来の作品をそのまま移植した「クラシックスタイル」と新要素が追加された「オリジナルスタイル」があり切り替えができる。
発売時には発売記念として「『ボコスカウォーズII』発売記念イベント in カルカル」が開催され、監督のラショウ、プロデューサーの小清水史の他、桃井はるこ、サカモト教授なども参加した。

### ストーリー
平和だったスレン王国がバサム帝国の侵略を受け、民から慕われていたスレン王も捕らえられてしまった。
囚われの身となったスレン王だったが、牢からの脱出に成功し、行く先々で囚われの兵士たちを救出しながら王国奪還のためバサム帝国の攻め込むのだった。

### 登場キャラクター
味方
スレン王

兵卒

騎士

ヒーロー

ジェネラル

ビショップ

敵
オゴレス王

兵卒

騎士

魔導師

親衛隊

ダリエイ

## ボコスカチェス
2023年7月16日、インディーゲームイベントBitSummit Let's Go!!のピグミースタジオブースにて、アプリも併用するボードゲーム『ボコスカチェス』を出展。戦闘にはアプリ上で6面体のダイスを振り、ラショウはボコスカの運要素をチェスに活かしたと説明。プレイはドット絵で表された木製のコマを用い、量産したいとしている。